# 마리우 자르데우
마리우 자르데우 지 아우메이다 히베이루(포르투갈어: Mário Jardel de Almeida Ribeiro, 1973년 9월 18일 ~ )는 브라질의 전직 축구 선수로, 포지션은 스트라이커였다.

## 경력
1991년 바스쿠 다 가마 소속으로 데뷔했으며 1995년 그레미우로 이적했다. 1996년 포르투갈의 FC 포르투로 이적했고 네 시즌 동안 125경기에 출전하면서 130득점을 기록했다. 다섯 차례(1997년, 1998년, 1999년, 2000년, 2002년)나 프리메이라리가 득점왕에 올랐으며 1999년과 2002년 유러피언 골든슈를 수상했고 2000년과 2001년 UEFA 챔피언스리그 득점왕에 올랐다. 2000년부터 2001년까지 터키의 갈라타사라이 소속으로 뛰는 동안 24경기에 출전했고 22득점을 기록했다.
2001년부터 2003년까지 포르투갈의 스포르팅 CP 소속으로 뛰면서 49경기에 출전했고 53득점을 기록했다. 2003년 스포르팅 CP를 떠난 이후부터 잉글랜드의 볼턴 원더러스, 이탈리아의 안코나, 아르헨티나의 뉴얼스 올드 보이스, 스페인의 데포르티보 알라베스, 브라질의 고이아스, 포르투갈의 베이라마르, 키프로스의 아노르토시스 파마구스타, 오스트레일리아의 뉴캐슬 제츠, 불가리아의 체르노 모레 등으로 이적했지만 큰 활약을 보여주지는 못했다.

## 수상

### 클럽
바스쿠 다 가마
- 캄페오나투 카리오카 우승 3회 (1992, 1993, 1994)

그레미우
- 코파 리베르타도레스 우승 1회 (1995)
- 레코파 수다메리카나 우승 1회 (1996)
- 브라질 세리에 A 우승 1회 (1996)
- 캄페오나투 가우슈 우승 2회 (1995, 1996)

FC 포르투
- 프리메이라리가 우승 3회 (1996–97, 1997–98, 1998–99)
- 타사 드 포르투갈 우승 2회 (1998, 2000)
- 수페르타사 캉디두 드 올리베이라 우승 3회 (1996, 1998, 1999)

스포르팅 CP
- 프리메이라리가 우승 1회 (2001–02)
- 타사 드 포르투갈 우승 1회 (2002)

갈라타사라이
- UEFA 슈퍼컵 우승 1회 (2000)

뉴얼스 올드 보이스
- 아르헨티나 프리메라 디비시온 우승 1회 (2004)

고이아스
- 캄페오나투 고이아누 우승 1회 (2006)

아노르토시스 파마구스타
- 키프로스컵 우승 1회 (2007)

### 개인
- 프리메이라리가 득점왕 5회 수상 (1997, 1998, 1999, 2000, 2002)
- 유러피언 골든슈 2회 수상 (1999, 2002)
- UEFA 챔피언스리그 득점왕 2회 수상 (2000, 2001)
- 포르투갈 올해의 축구 선수 3회 선정 (1997, 1999, 2002)